# NGC 6778
NGC 6778 ist ein planetarischer Nebel im Sternbild Adler, etwa 10.400 Lichtjahre entfernt, der am 21. Mai 1825 von John Herschel entdeckt wurde.